# Fortune 500
A Fortune 500 é uma lista anual compilada e publicada pela revista Fortune que contém as 500 maiores corporações dos Estados Unidos por receita total em seus respectivos anos fiscais. A lista inclui tanto empresas de capital aberto quanto empresas privadas cujas receitas estão disponíveis publicamente. O conceito de "Fortune 500" foi criado por Edgar P. Smith, um editor da Fortune, e a primeira lista foi publicada em 1955. A lista Fortune 500 é usada com mais frequência do que o seu subconjunto Fortune 100 ou a lista mais vasta Fortune 1000.

## Metodologia
A Fortune 500 original limitou-se a empresas cujas receitas foram obtidas a partir de manufatura, mineração e exploração de energia. Ao mesmo tempo, a Fortune publicou a lista Fortune 50, dos 50 maiores bancos comerciais (classificados por ativos), utilitários (classificados por ativos), companhias de seguro de vida (classificadas por ativos), varejistas (classificados pela receita bruta) e empresas de transporte (classificadas pela receita). A revista Fortune mudou sua metodologia em 1994 para incluir as empresas de serviços. Com a mudança vieram 291 novos participantes para a famosa lista, incluindo três no Top 10.

## História
A Fortune 500 foi publicada pela primeira vez em 1955; criado por Edgar P. Smith. As empresas top 10 originais eram General Motors, Jersey Standard, U.S. Steel, General Electric, Esmark, Chrysler, Armour, Gulf Oil, Mobil e DuPont.